# Bahnhof Jockgrim
Der Bahnhof Jockgrim ist der einzige Haltepunkt der rheinland-pfälzischen Ortsgemeinde Jockgrim. Er  verfügt über zwei Bahnsteiggleise. Der Haltepunkt liegt im Verbundgebiet des Karlsruher Verkehrsverbundes (KVV) und gehört zur Tarifzone 555. Seit 2001 werden im Zuge eines Übergangstarifes ebenfalls Karten des Verkehrsverbundes Rhein-Neckar (VRN) anerkannt. Seine Anschrift lautet Am Bahnhof 1.
Er liegt an der Bahnstrecke Schifferstadt–Wörth und wurde am 25. Juli 1876 mit Eröffnung des Streckenabschnittes von Germersheim nach Wörth in Betrieb genommen. Betrieblich ist er inzwischen nur noch ein Haltepunkt. Ende 2010 folgte die Integration des Haltepunktes in das Netz der Stadtbahn Karlsruhe. Sein früheres Empfangsgebäude steht als Kulturdenkmal unter Denkmalschutz.

## Lage
Der Bahnhof befindet sich in der Ortsmitte von Jockgrim.

## Geschichte

### Bahnprojekte rund um Jockgrim
Ursprünglich war geplant, innerhalb des zu Bayern gehörenden Rheinkreises zuerst eine Bahnstrecke in Nord-Süd-Richtung von der Rheinschanze über Lauterbourg bis nach Strasbourg in Betrieb zu nehmen, die mit der von Baden projektierten Strecke Mannheim–Basel konkurrieren sollte. Diese wurde jedoch zugunsten der im Zeitraum von 1847 bis 1849 eröffneten Pfälzischen Ludwigsbahn Ludwigshafen–Bexbach zurückgestellt. In der Folgezeit liefen Diskussionen, ob eine Strecke am Gebirge von Neustadt über Landau nach Wissembourg oder eine Strecke am Rhein entlang über Speyer, Germersheim und Wörth dringender und wünschenswerter sei. Da vor allem das Militär eine Streckenführung am Rande des Pfälzerwaldes bevorzugt hatte, erhielt eine solche in Form der Bahnstrecke Neustadt an der Weinstraße–Wissembourg den Vorzug.
1864 wurde die 1847 eröffnete Speyerer Strecke bis nach Germersheim verlängert. In den Jahren 1863 und 1864 strengte ein Lokalkomitee aus Rülzheim eine Verlängerung dieser Strecke bis nach Wörth an, woraus wenig später ein erster Entwurf resultierte. Am 25. Juli 1876 wurde schließlich die Durchbindung der Strecke bis nach Wörth einschließlich des Bahnhofs Jockgrim eröffnet.

### Weitere Entwicklung
1922 erfolgte die Eingliederung des Bahnhofs in die neu gegründete Reichsbahndirektion Ludwigshafen. Im Zuge deren Auflösung zum 1. April 1937 wechselte er in den Zuständigkeitsbereich der Mainzer Direktion.
Die Deutsche Bundesbahn gliederte den Bahnhof nach dem Zweiten Weltkrieg in die Bundesbahndirektion Mainz ein, der sie alle Bahnstrecken innerhalb des neu geschaffenen Bundeslandes Rheinland-Pfalz zuteilte. 1971 gelangte die Station im Zuge der Auflösung der Mainzer Direktion in den Zuständigkeitsbereich ihres Karlsruher Pendants. In den 1990er Jahren wurde der Bahnhof zu einem Haltepunkt zurückgebaut. Mitte Dezember 2010 wurde er in das Netz der Stadtbahn Karlsruhe integriert.

## Empfangsgebäude

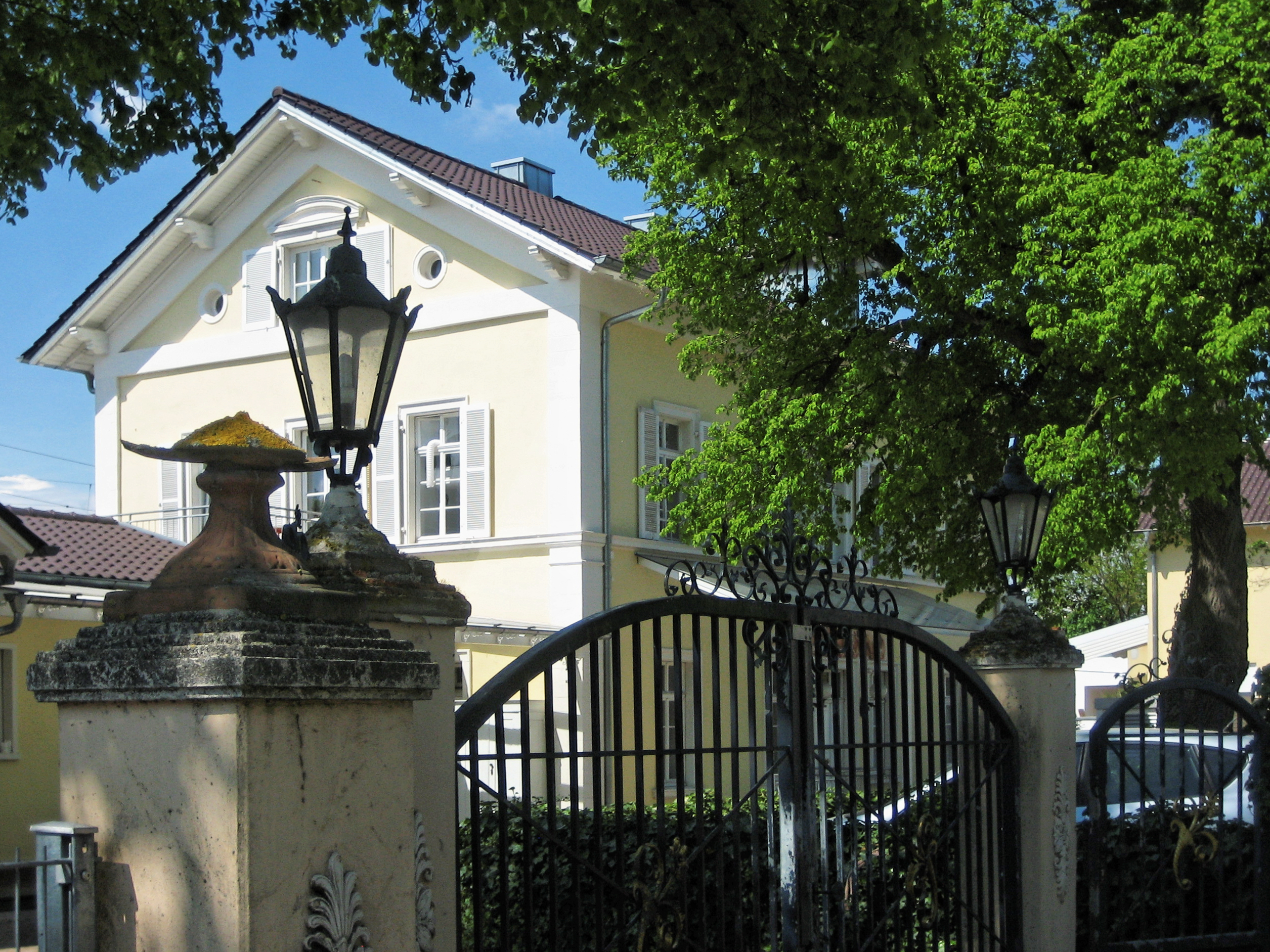
Früheres Empfangsgebäude

Beim früheren Empfangsgebäude, das im Zeitraum von 1860 bis 1870 errichtet wurde, handelt es sich um einen Typenbau, der stilistisch dem Spätklassizismus zuzuordnen ist. Für den Bahnbetrieb besitzt es inzwischen keine Bedeutung mehr. In den 2000er Jahren fand seine Restaurierung statt. Inzwischen beherbergt es eine Anwaltskanzlei sowie eine psychotherapeutische Praxis.

## Verkehr

### Personenverkehr
Der Bahnhalt wird zweimal die Stunde bedient. Je einmal pro Stunde verkehren die Linien S 51 der Stadtbahn Karlsruhe, die  am Bahnhof Germersheim beginnt und in die Karlsruher Innenstadt führt. Die S 51 verlässt die Strecke östlich von Maxau, um anschließend als Straßenbahn durch den Karlsruher Stadtteil Knielingen und von dort aus weiter in die Innenstadt zu verlaufen.
Ebenfalls im Stundentakt verkehrt die Linie S 3 Karlsruhe – Wörth – Jockrim – Germersheim – Schifferstadt – Mannheim, in Früh- und Spätverkehr teilweise durch andere S-Bahn-Linien ersetzt. (Stand 10. Dezember 2023)

### Güterverkehr
Ein bedeutender Kunde im Güterverkehr waren die ortsansässigen Ludowici Ziegelwerke, die sich in Folge des Bahnanschlusses in Jockgrim niederließen. Inzwischen ist der Güterverkehr jedoch komplett zum Erliegen gekommen. Die Anlagen für den Güterverkehr wurden entfernt.